# Аввакумовское сельское поселение
Авваку́мовское се́льское поселе́ние — упразднённое муниципальное образование в составе Калининского района Тверской области, существовавшее в 2005 — 2023 годах.
Центр поселения — деревня Аввакумово.

## Географические данные
- Общая площадь: 73,6 км².
- Нахождение: центральная часть Калининского района, к северо-востоку от города Тверь.
  - Граничит:
    - на севере — с Михайловским СП,
    - на северо-востоке — со Славновским СП,
    - на юге — с Каблуковским СП,
    - на западе — с городом Тверь,
    - внутри поселения — территория посёлка Сахарово.

Главная река — Орша.

## История
С образованием Тверской губернии территория поселения входила в Тверской уезд (в середине XIX-начале XX века деревни поселения относились к Белекушальской волости). В 1929 году Тверская губерния ликвидирована и территория поселения вошла в Тверской (с 1931 — Калининский) район Московской области. С 1935 Калининский район относится к Калининской области (с 1990 — Тверской).
Аввакумовское сельское поселение образовано в 2005 году, включило в себя территорию Аввакумовского сельского округа.
Законом Тверской области от 26.05.2023 № 25-ЗО муниципальное образование было упразднено с включением всех населённых пунктов в состав Калининского муниципального округа.

## Экономика
Основное хозяйство: ФГУП «Учхоз Сахарово».

## Население
По переписи 2002 года — 1926 человек, по переписи 2010 года — 2021 человек.

## Населённые пункты
На территории поселения находятся следующие населённые пункты:
| №  | Тип нп | Название    | Население (2008 год) |
| -- | ------ | ----------- | -------------------- |
| 1  | дер.   | Аввакумово  | 1371                 |
| 2  | дер.   | Аркатово    | 149                  |
| 3  | дер.   | Беклемишево | 27                   |
| 4  | дер.   | Горютино    | 197                  |
| 5  | дер.   | Дорожкино   | 3                    |
| 6  | дер.   | Жданово     | 60                   |
| 7  | дер.   | Калошино    | 34                   |
| 8  | дер.   | Лукино      | 154                  |
| 9  | дер.   | Пищалкино   | 27                   |
| 10 | дер.   | Сапково     | 101                  |
| 11 | дер.   | Секирино    | 4                    |
| 12 | дер.   | Сокол       | 31                   |
| 13 | дер.   | Терехово    | 8                    |

На территории поселения находятся 52 садоводческих товарищества.